# 2005 en France
Chronologie de la France
- 2001
- 2002
- 2003
- 2004
- 2005
- 2006
- 2007
- 2008
- 2009

Cette page présente les faits marquants de l'année 2005 en France.

## Événements
L'année a été marquée par le non au réferendum sur la constitution européenne et par les émeutes des banlieues en novembre.

## Chronologie

### Février
| La semeuse |

- 11 février 2005 : 
  - Sondage BVA/L'Express: le « oui » au référendum prévu au printemps sur la Constitution européenne estimé en baisse: 58 % contre 67 % en décembre. Par ailleurs, 34 % des personnes interrogées n'ont pas souhaité s'exprimer;
  - le pape Jean-Paul II nomme le nouvel archevêque de Paris, Mgr André Vingt-Trois.
- 17 février 2005 : ultime jour pour échanger ses derniers francs métalliques à la Banque de France. La semeuse de Roty tire sa révérence. Au contraire de l'Allemagne, la France ne reprendra plus les vieilles pièces.  En trois ans le ministère des Finances aurait récolté quelque 30 000 tonnes de pièces revendues pour être fondues ce qui aurait rapporté 200 millions d'euros. Les pièces intéressantes du point de vue des collectionneurs sont rares ou extrêmement rares, telles la pièce de 2 francs millésimées 1991, éditée à seulement 2 500 exemplaires ou la pièce de 1 centime épi de 1991.

### Mars
- 1er mars : la charte de l'environnement est promulguée, dans le préambule de la constitution d'octobre 1958.
- 3 mars : le leader indépendantiste Oscar Temaru est élu président de la Polynésie française par les représentants à l'assemblée locale.
- 15 mars: Création de Dailymotion, site français de diffusion de vidéo (un mois après le lancement de Youtube aux Etats-Unis)
- 31 mars : lancement de la télévision numérique terrestre (14 chaînes gratuites).

### Avril
- 15 avril : vingt-quatre personnes, dont onze enfants, périssent dans l'incendie de l'hôtel Paris-Opéra dans le 9e arrondissement de Paris.
- Avril : Occupation de lycées partout en France (jusqu'au mois de juin).

### Mai
- 22 mai : un jeune maghrébin est battu à mort par un groupe de gitans à Perpignan. Le meurtre ravive des tensions entre les deux communautés, tensions qui augmentent pendant la semaine qui suit[1],[2].
- 29 mai :
  - le meurtre d'un deuxième maghrébin à Perpignan, meurtre n'ayant aucun lien avec le premier (lié à une querelle amoureuse), déclenche de violentes émeutes à la place Cassagne et le quartier Saint-Jacques. Les émeutiers sont responsables de nombreux dégâts, pillages et véhicules incendiés[1],[2].
  - une majorité de Français, 55 %, répondent « non » au projet de constitution européenne.
- 31 mai : Dominique de Villepin est nommé Premier ministre par Jacques Chirac. Il remplace Jean-Pierre Raffarin.

### Juin
- 19 juin : mort violente du jeune Sidi Ahmed à La Courneuve. Le ministre de l'intérieur, Nicolas Sarkozy, y déclare le lendemain vouloir « nettoyer le quartier au Kärcher ».
- 28 juin : le site de Cadarache est choisi pour la construction du réacteur à fusion nucléaire ITER.

### Juillet
- 5 juillet : Laurence Parisot est la première femme élue présidente du MEDEF.
- 8 juillet : rapport Pébereau sur la dette publique :
  - Remise en cause du déficit public permanent depuis 25 ans.
  - Nécessité d'équilibrer les régimes sociaux.
  - Mieux maitriser les finances publiques avec association des collectivités territoriales.
  - Réduire les dépenses inefficaces.
  - Augmenter l’investissement.
  - Mieux gérer les ressources humaines.
  - Le parlement doit contrôler plus efficacement la gestion du budget.

### Août
- 20 août : crash d'un tracker en Ardèche lors d'un largage effectué pour éteindre un feu d’origine criminelle. Le pilote-instructeur Régis Huillier et le pilote Albert Pouzoulet sont tués, laissant derrière eux leurs femmes et cinq enfants (M.Huillier : 3 enfants et M.Pouzoulet : 2 enfants).
- 23 août : Obsèques de frère Roger de Taizé.
- 26 août : un incendie dans un immeuble du 13e arrondissement de Paris habité essentiellement par des familles d'origine africaine fait 17 victimes dont 14 enfants.

- 30 août : un incendie dans un immeuble du 3e arrondissement de Paris fait sept morts dont quatre enfants dans la nuit du lundi au mardi, au 8, rue du Roi-Doré.

### Septembre
- 27 septembre : Détournement du Pascal Paoli par le Syndicat des travailleurs corses au Port autonome de Marseille pour protester contre la privatisation de la SNCM par Walter Butler.

### Octobre
- 20 octobre : naissance de la chaine locale Télégrenoble.
- 24 octobre : le Premier ministre Dominique de Villepin lance la controversée privatisation partielle d'EDF.
- 25 octobre : Déclaration du ministre de l'intérieur Nicolas Sarkozy lors de sa visite de la cité d’Argenteuil : « Vous en avez assez de cette bande de racailles, hein ? Eh bien, on va vous en débarrasser ».
- 27 octobre : deux mineurs poursuivis par la police (BAC) meurent électrocutés dans un transformateur électrique à Clichy-sous-Bois. Le lendemain démarrent les émeutes de 2005 dans les banlieues françaises qui s'étendent rapidement à l'ensemble du territoire.

### Novembre
- 2 novembre : Les émeutes s'étendent à toute la France, impuissance de l’État à enrayer la propagation de la violence.
- 8 novembre : à la suite des émeutes dans les banlieues, le gouvernement proclame l'état d'urgence sur les communes concernées par les violences. Polémique sur l'utilisation abusive de la loi de 1955. 10 000 policiers sont envoyés en renfort dans les banlieues touchées.
- 15 novembre : l'Assemblée nationale vote en faveur de l'adoption du projet de loi qui prolonge à trois mois l'état d'urgence.
- 17 novembre : Retour à la normale dans les banlieues en France, fin des émeutes. L’état d'urgence est maintenu.
- 18 novembre : première diffusion de la chaîne de télévision Gulli sur la TNT.
- 24 novembre : le Parlement adopte définitivement la proposition de loi antirécidive qui met en place le Bracelet électronique de surveillance pour les délinquants et criminels sexuels ou violents.
- 28 novembre : création de BFM TV, chaîne française de télévision d'information en continu.

- Bilan des émeutes de novembre[3] : 
  - 10 346 véhicules brûlés
  - 317 bâtiments détruits
  - 200 millions d'euros de dégâts
  - 11 700 policiers mobilisés
  - 224 membres des forces de l'ordre et de la sécurité civile blessés
  - 6 056 interpellations
  - 1 328 personnes écrouées

### Décembre
- 1er décembre : dans l'« affaire d'Outreau », lors du procès en appel des six personnes condamnées en première instance, la Cour d'appel de Paris rend un verdict d'acquittement général pour l'ensemble des accusés, mettant fin à cinq années de dysfonctionnements qui ont conduit à cette « catastrophe judiciaire ».
- 1er décembre : création du parti politique polynésien Rautahi, fondé par Jean-Christophe Bouissou.
- 5 décembre : au terme du Procès d'Outreau, le Président de la République, Jacques Chirac publie un communiqué indiquant qu'il avait souhaité écrire à chacune des personnes concernées pour leur exprimer, à titre personnel, toute son émotion et son soulagement, et leur présenter, en tant que garant de l'institution judiciaire, regrets et excuses.
- 26 décembre : le quotidien Le Monde révèle que le gouvernement apporte la touche finale à un projet de « prêts hypothécaires rechargeables » pour relancer la consommation.
- 30 décembre : Le respect des 3 % de déficit public (imposé par l'Europe) oblige le gouvernement à accroître la fiscalité de 6,9 milliards d'euros.
- 31 décembre : après le rejet par le juge des référés du tribunal administratif de Paris des requêtes de quatre associations - Greenpeace, l'Association nationale des victimes de l'amiante (ANDEVA), Ban Asbestos et le Comité anti-amiante, qui s'opposaient à l'appareillage de l'ancien porte-avions pour le chantier d'Alang, en Inde où il doit être désamianté et démantelé, le Clemenceau, appareille sans encombre vers 10h du matin dans le port de Toulon, encadré par un dispositif de sécurité mis en place par la préfecture maritime.

## Thématique
Données annuelles 2005.

### Transports
- Le permis de conduire a été retiré à 54 000 automobilistes, désormais interdits de conduire.

## Économie
- 8,8 % de chômeurs, 1,8 % de croissance

### Cinéma

#### Films français sortis en 2005
- Joyeux Noël, le 9 novembre 2005, de Christian Carion

#### Autres films sortis en France en 2005
- Profils paysans - Le quotidien (de Raymond Depardon)

#### Prix et récompenses
- César du meilleur film : L'Esquive, d'Abdellatif Kechiche
- Prix Jean-Vigo : Les Yeux clairs, de Jérôme Bonnell

## Naissances
- 23 février : Félix Bossuet, acteur
- 3 octobre : Lukas Pélissier, acteur
- 17 octobre : Lola Lovinfosse, pilote de course
- 21 décembre : Gabriel Debru, joueur de tennis

## Principaux décès
- 10 janvier : professeur Choron, journaliste satirique.
- 28 janvier : Jacques Villeret, acteur.
- 15 février : Pierre Bachelet, chanteur.
- 15 mai : Eddie Barclay, producteur de musique.
- 20 mai : Paul Ricœur, philosophe.